# Ylva Q. Arkvik
Ylva Maria Quiroga Arkvik, född 5 oktober 1961, är en svensk tonsättare. Hon har skrivit orkestrala verk för de flesta besättningar, elektroakustiska verk, kammarmusik, orkestermusik och teatermusik. Hennes musik är oftast kärv, amelodisk och dissonant. Därmed är hon till skillnad från flertalet postmodernistiska kompositörer i sin egen generation tydligt rotad i den äldre modernistiska traditionen. Arkvik har arbetat som balettackompanjatör, studerat musikvetenskap vid Uppsala universitet, och efter kantorsexamen fortsatte hon att studera till musiklärare vid Kungliga Musikhögskolan i Stockholm. Det var där hon studerade och avlade examen i komposition år 2000.

## Verklista (urval)

### Orkesterverk
- Enigma 15 för stor orkester (1996)
- Tid läggs som tunt papper över beröringarna för stråkorkester (1997)
  - Version för stråkkvintett (2001)
- De som varit, de som ska komma, de som blev för orkester (1999–2002)
- Tidsgömmor för 2 sopraner, blandad kör, orkester och elektronik till text av Eva Runefelt (2005)
- A Challenge to Humanity, kantat för blandad kör och blåsorkester till text av Sigrid Kahle (2008)

### Verk för ensemble
- Chiffer för sex slagverkare (1994)
- Qué för saxofonkvartett (1995)
- Pictures för stråkkvartett (1995)
- Dona nobis pacem, skådespelsmusik till Arbogaspelet med text av Rune Lindström (1996)
- Cataract för violin och elektronik (1996)
- Lines from the Future för kammarensemble (1997)

### Verk för 1–3 instrument
- Esconderé för flöjt (1995)
- Tre sånger om döden för sopran, violin och cello till text av Marie Lundquist (1996)
- Gestures för soloslagverk (1997)
- Vikingamark, svit för altsaxofon och poet till text av Eva Runefeldt (1997)
  1. ”In i kava mörkret”
  2. ”För ödsliga minnen”
  3. ”Vikingamark”
  4. ”Den ensligt belägna”
  5. ”Sömnen”
- Den ensligt belägna för altsaxofon (1997)
- Skarpa, vassa för soloviolin (2003)
- No Comments för altsaxofon och piano (2003)
- Cold and Clear för soloviolin (2003)
- Leave Me! för oboe och percussion (2004)
- Melodia för domra, balalajka, gusli och piano (2014)

### Piano solo
- Dance with Me! för piano och elektronik (2003)
- Spread it Out för piano och elektronik (2010)
- Capriccio quasi fantasia för piano (2010)

### Körverk
- Rata de ciudad för blandad kör och 3 slagverkare till text av Osvaldo Quiroga (1997)
- En gång ska allt försvinna bort för blandad kör till text av tonsättaren (1999)
- Psalm 142 för blandad kör till text ur Psaltaren (2009)
- Human Rights för blandad kör (2014)

### Opera och oratorier
- Solitario, kammaropera för 2 sopraner, 1 mezzosopraner, 2 barytoner, kammarorkester och elektronik med libretto av Eva Runefelt (1999)
- Du får inte gå, kammaropera för sopran, mezzosopran, baryton och 11 instrument med libretto av Eva Ström (2002)
- Barnet och de grå, kammaropera för 2 sopraner, piano, slagverk och altsaxofon med libretto av Ulf Eriksson (2007)
- Johannes uppenbarelse, oratorium för blandad kör, sopran, baryton, sologrupp, kammarorkester, orgel och elektronik till text ur Uppenbarelseboken (2013)

### Elektroakustisk musik, med eller utan instrument
- Clou for elektronik (1995)
- The Power in Between för saxofonkvartett och tape (1997)
- Väsen för cello och tape (1998)
- Andorien för flöjt och elektronik (2002)
- The Day Before för blockflöjt och elektronik (2004)
- Eko för viola da gamba, luta, blockflöjt och elektronik (2004)
- Restless Wind för violin och elektronik (2007)
- Restless Heart, elektroakustisk musik (2007)
- Tagel för elektronik och sounds (2008)
- Jag ropar till Herren för sopran och elektronik (2009)
- Herre, var är du? för elektronik (2009)
- Psalm 23 och 142 för elektronik (2009)